# Şəmistan Quluzadə
Şəmistan Fərhad oğlu Quluzadə (ur. 15 stycznia 1995) – azerski zapaśnik walczący w stylu klasycznym. Szósty w Pucharze Świata w 2016 roku.